# أشلي موريس
أشلي موريس (بالإنجليزية: Ashley Morris)‏ هو عالم حاسوب أمريكي، ولد في 1963، وتوفي في 2 أبريل 2008.